# وادي أسعد (حزم العدين)

تعديل مصدري - تعديل

وادي اسعد هي إحدى قرى عزلة بني الفخر بمديرية حزم العدين التابعة لمحافظة إب، بلغ تعداد سكانها 649 نسمة حسب تعداد اليمن لعام 2004.